# Nati nel 1966/Senza giorno specificato
| Questa pagina contiene informazioni ricavate automaticamente dalle voci biografiche con l'ausilio del template Bio e di un bot. L'aggiornamento è periodico e automatico e ricostruisce completamente la pagina. Se manca una persona in questa lista, sei pregato di non aggiungerla, ma accertati piuttosto che la sua voce biografica contenga il template Bio e che i dati anagrafici siano correttamente compilati. Se il template Bio manca, inseriscilo tu stesso o, in alternativa, metti l'avviso {{tmp\|Bio}} che ne segnala la mancanza. Se i dati riportati sono sbagliati, correggi direttamente la voce biografica; le modifiche saranno visibili in questa lista entro pochi giorni. Per chiarimenti vedi il progetto biografie. La lista contiene solo le 225 persone che sono citate nell'enciclopedia e per le quali è stato implementato correttamente il template Bio. Pagina aggiornata al 18 lug 2025. |

- Zulkifli Abdhir, terrorista malese († 2015)
- Newton Aduaka, regista nigeriano
- Dadullah Akhund, militare e politico afghano († 2007)
- Kim Allan, ultramaratoneta neozelandese
- Ezzeddine Anaya, scrittore e traduttore tunisino
- Angel, ex attrice pornografica statunitense
- Natthakarn Aphaiwonk, attrice thailandese
- Marco Armiero, storico e saggista italiano
- David J. Asher, astronomo britannico
- Aqeela Asifi, insegnante afghana
- Erieta Attali, fotografa israeliana
- Alberto Baban, imprenditore italiano
- Bad Sector, musicista e compositore italiano
- Najwa Barakat, scrittrice libanese
- Dominic Barker, scrittore inglese
- Georgeta Beca, ex schermitrice rumena
- Isabelle Benard, modella francese
- Elisabetta Benassi, artista italiana
- Matthias Bertsch, musicologo e musicista tedesco
- Niccolò Biddau, fotografo italiano
- Jodi Bieber, fotografa sudafricana
- Bente Bjørnsen, ex sciatrice alpina norvegese
- Christine Blasey Ford, psicologa statunitense
- Antonello Bonci, neurologo italiano
- Carlo Bonzanigo, designer italiano
- Siham Bouhlal, scrittrice, poetessa e traduttrice marocchina
- Maurizio Braucci, scrittore, sceneggiatore e regista italiano
- Klaus Brettschneider, cantante e percussionista tedesco
- Damiano Brigo, matematico e statistico italiano
- Gregg Brockway, ex sciatore alpino statunitense
- José Bros, tenore spagnolo
- Scott Gregory Brown, biblista e teologo australiano
- Claudia Maria Buch, economista tedesca
- Christoph Büchel, artista svizzero
- Luca Camilletti, attore, artista e regista teatrale italiano
- Cao Jun, artista e pittore cinese
- Angelo Capasso, critico d'arte e saggista italiano
- Pasquale Catalano, musicista e compositore italiano
- Giorgio Centamore, attore, sceneggiatore e drammaturgo italiano
- François Chausson, storico francese
- Lukas Christen, ex atleta paralimpico svizzero
- Jesmond Ciantar, ex calciatore maltese
- David Clarke, giornalista e saggista britannico
- Anne Coesens, attrice belga
- Massimiliano Colombo, scrittore italiano
- Dominic Cooke, regista inglese
- Bill Corso, truccatore statunitense
- Annie Crummer, cantante neozelandese
- Jan Cvitkovič, regista cinematografico, regista televisivo e sceneggiatore sloveno
- Filippo D'Antoni, regista e sceneggiatore italiano
- Mercan Dede, musicista turco
- Jeremy Deller, artista britannico
- Said Abdullahi Deni, politico somalo
- Rolf Dobelli, scrittore e imprenditore svizzero
- Harry Dodge, scultore e scrittore statunitense
- Fabio Dolfi, astronomo italiano
- Carlos Domínguez, ex calciatore venezuelano
- Martin van Drunen, cantante e bassista olandese
- Simon Faithfull, artista britannico
- Cla Famos, giurista, dirigente pubblico e politico svizzero
- Barbara Fantechi, matematica italiana
- Joseph Ferraccioli, allenatore di hockey su ghiaccio, dirigente sportivo e ex hockeista su ghiaccio canadese
- Rafael Ferrando, astronomo spagnolo
- Beppe Finessi, architetto italiano
- Gaby Fischer, attrice tedesca
- Odd Fossland, allenatore di sci alpino e ex sciatore alpino norvegese
- Anna Funder, scrittrice australiana
- Renato Gabrielli, drammaturgo italiano
- Tony Gangitano, regista e attore italiano
- Gao Zhisheng, avvocato e attivista cinese
- Lizzy Gardiner, costumista australiana
- Sacha Gervasi, giornalista, regista e sceneggiatore inglese
- Otis Gibbs, cantautore statunitense
- Stefano Paolo Giussani, giornalista, scrittore e blogger italiano
- Amos Goldberg, storico israeliano
- Andrea Goldstein, economista italiano
- Patrizio Gonnella, attivista italiano
- Eva Grebel, astronoma tedesca
- Lord Worm, cantante canadese
- Almut Grüntuch-Ernst, architetta tedesca
- Catherine Gude, modella norvegese
- Thierry Guetta, artista e writer francese
- Hans Gunnarsson, scrittore e sceneggiatore svedese
- Michael Güttler, direttore d'orchestra tedesco
- David Harrower, drammaturgo e sceneggiatore britannico
- Amir Hatami, politico e generale iraniano
- Rudolf A. Haunschmied, storico austriaco
- Bernhard Hennen, scrittore, storico e giornalista tedesco
- Brian Higgins, produttore discografico britannico
- Riyad Farid Hijab, politico siriano
- Hilal Hilal, politico siriano
- Pat Holden, regista e sceneggiatore britannico
- Stephen Hsu, fisico, imprenditore e genetista statunitense
- Tanya Hubbard, attrice canadese
- Ryoji Ikeda, compositore e artista giapponese
- Marco Innocenti, scrittore, sceneggiatore e fumettista italiano († 2022)
- Mitsuo Iso, animatore, regista e sceneggiatore giapponese
- Atsushi Itō, ex sciatore alpino giapponese
- Benoit Jacob, designer francese
- Nathalie Jamet, ex sciatrice alpina francese
- Louisa John-Krol, musicista australiana
- Tordis Jonsdottir, allenatrice di sci alpino e ex sciatrice alpina norvegese
- Gregor Jordan, regista, sceneggiatore e produttore televisivo australiano
- Stefano Jossa, critico letterario italiano
- Margareth Kammerer, cantante e chitarrista italiana
- John Kavelaars, astronomo canadese
- Alexi Kaye Campbell, drammaturgo, sceneggiatore e attore greco
- Michael Kempe, bibliotecario e storico tedesco
- Majida Khattari, artista e fotografa marocchina
- Simão Kikamba, scrittore angolano
- Christian Koerner, attore tedesco
- Jems Robert Koko Bi, artista ivoriano
- Caroline Kola, ex multiplista keniota
- Barbi Koprol, ex sciatrice alpina slovena
- Jim Krueger, fumettista statunitense
- Kaiser Kuo, chitarrista, musicista e scrittore cinese
- Sebastian Lang-Lessing, direttore d'orchestra tedesco
- Fabrizio Lazzaretti, regista, direttore della fotografia e produttore televisivo italiano
- Corinne Le Quéré, climatologa canadese
- Ounie Lecomte, regista e attrice sudcoreana
- Yungchen Lhamo, cantante e compositrice tibetana
- Angélica Liddell, scrittrice, attrice e regista teatrale spagnola
- James Lilja, batterista statunitense
- Amy Livran, ex sciatrice alpina statunitense
- Jonathan Loughran, attore statunitense
- Lu Wenyu, architetto cinese
- Catherine Lussier, ex sciatrice alpina canadese
- Ma Chung-pei, astronoma, cosmologa e astrofisica taiwanese
- Andrew Macdonald, produttore cinematografico britannico
- Aleksandr Alekseevič Makarov, fisico russo
- Francesco Manca, astronomo italiano
- Nozipo Maraire, medico e scrittrice zimbabwese
- Kathleen Martínez, archeologa dominicana
- Maurizio Matrone, scrittore italiano
- Alenka Mavec, ex sciatrice alpina slovena
- John McCrea, fumettista britannico
- Tracy McEwan, ex sciatrice alpina statunitense
- David McVicar, regista teatrale scozzese
- Marc Mellits, compositore e musicista statunitense
- Jed Mercurio, scrittore inglese
- Stefano Micelli, economista italiano
- Zsuzsa Mihalek, scenografa ungherese
- Denise Mina, scrittrice e drammaturga britannica
- Rutu Modan, illustratrice e fumettista israeliana
- Monaldi & Sorti, scrittrice italiana
- Désiré Munyaneza, criminale ruandese
- Keith Mwila, pugile zambiano († 1993)
- Maryam Namazie, attivista inglese
- Frédéric Neidhardt, fumettista francese
- Adi Nes, fotografo israeliano
- Andrew Newberg, neuroscienziato statunitense
- Vy Vincent Ngo, sceneggiatore vietnamita
- Steve Nicolson, attore britannico
- Kjersti Nilsen, ex sciatrice alpina norvegese
- Ryūe Nishizawa, architetto giapponese
- John Niven, scrittore e sceneggiatore scozzese
- Chika Okeke-Agulu, artista e storico dell'arte nigeriano
- Philemon Opong Sika, artista ghanese
- Hawk Ostby, sceneggiatore norvegese
- Alice Oswald, poetessa e scrittrice britannica
- Didier Paget, ex sciatore alpino francese
- Pak Yong-il, politico nordcoreano († 2022)
- Antonio Pascale, giornalista, scrittore e agronomo italiano
- Diane Paulus, regista teatrale statunitense
- Markus Pawlik, pianista tedesco
- Babak Payami, regista e sceneggiatore iraniano
- Andrew R. Pearce, astronomo australiano
- Minna Pelkonen, ex sciatrice alpina finlandese
- Elena Penga, drammaturga, poetessa e regista teatrale greca
- Fabrizio Petrossi, fumettista italiano
- Cecilia Pillado, compositrice, pianista e attrice argentina
- Federica Pontremoli, sceneggiatrice e regista italiana
- Paolo Ponzio, storico della filosofia italiano
- Pierluigi Porazzi, scrittore italiano
- Oscar Pupo, ex atleta paralimpico cubano
- Natasha Radojčić-Kane, scrittrice statunitense
- Marek Reichman, designer britannico
- Ilka Reinhardt, biologa tedesca
- Chris Renaud, regista, animatore e produttore cinematografico statunitense
- Franz Retzer, ex sciatore alpino tedesco
- Davide Reviati, fumettista e illustratore italiano
- Frédéric Richaud, romanziere e fumettista francese
- Harriet Roberts, cantante britannica
- Nelson Rodrigues da Cunha, allenatore di calcio brasiliano
- Nicolai Rohde, regista tedesco
- Florian Runggaldier, ex sciatore alpino italiano
- Ulrich Rüdiger, fisico tedesco
- Khadija al-Salami, regista cinematografica yemenita
- Wafi Salih, scrittrice e poetessa venezuelana
- Susanna Salonen, regista finlandese
- Giovanna Salvia, ex cestista italiana
- Gidget Sandoval, modella costaricana
- Irene Schroll, biatleta tedesca
- Larry Scott, modello statunitense
- Marc Shapiro, filosofo e teologo statunitense
- Ras Sheehama, cantante, musicista e compositore namibiano
- Bernd Simonlehner, ex sciatore alpino austriaco
- Agostino Sommariva, ex velista italiano
- Omar Souleyman, cantante siriano
- Robert Stadler, designer austriaco
- Stefano Buono, fisico e imprenditore italiano
- Elettra Stimilli, filosofa, editorialista e saggista italiana
- Charles Stone III, regista statunitense
- Anja Straupeneck, ex sciatrice alpina tedesca
- Giampaolo Stuani, pianista italiano
- Fiona Tan, artista olandese
- Synnøve Thoresen, ex biatleta norvegese
- Dan Thorland, ex sciatore alpino norvegese
- Miloš Tichý, astronomo ceco
- Mevlüt Uysal, politico e avvocato turco
- Laila Wadia, scrittrice indiana
- Anthony Wesley, astronomo australiano
- Hans Willibald, ex sciatore alpino tedesco
- Zhāng Xiǎoguāng, astronauta cinese
- Xu Limin, allenatore di pallacanestro cinese
- Xuecheng, monaco buddista cinese
- Mennan Yapo, produttore cinematografico, regista e sceneggiatore tedesco
- Nina Young, attrice australiana
- Yuan Wenqing, ex artista marziale cinese
- Helen Zahavi, scrittrice britannica
- Amīna Zaydān, scrittrice egiziana
- Zeine Ould Zeidane, politico mauritano
- Tomáš Zmeškal, scrittore ceco
- Fadhil Jalil al-Barwari, generale iracheno († 2018)
- Økapi, musicista, compositore e disc jockey italiano